# Campeonato Mundial de Karate de 2021
El XXV Campeonato Mundial de Karate se celebró en Dubái (Emiratos Árabes Unidos) entre el 16 y el 21 de noviembre de 2021 bajo la organización de la Federación Mundial de Karate (WKF) y la Federación Emiratí de Karate.
Originalmente, el campeonato estaba previsto para noviembre de 2020, pero debido a la pandemia de COVID-19 el evento fue pospuesto.
Las competiciones se realizaron en el Complejo Deportivo Hamdan de la ciudad emiratí.

## Medallistas

### Masculino
| Evento                     | Oro | Plata | Bronce |
| -------------------------- | --- | --- | --- |
| Kumite –60 kg (20.11)      | Douglas Brose · Brasil | Angelo Crescenzo · Italia                                                                                           | Abdel Ali Yina · Marruecos · Yurik Ogannisian · RKF |
| Kumite –67 kg (20.11)      | Steven Da Costa Francia | Emil Pavlov Macedonia del Norte                                                                                     | Ali El-Sawy · Egipto · Soichiro Nakano · Japón |
| Kumite –75 kg (20.11)      | Dostonbek Otabolayev Uzbekistán | Abdalá Abdelaziz · Egipto                                                                                           | Nurkanat Azhikanov · Kazajistán · Thomas Scott · Estados Unidos |
| Kumite –84 kg (20.11)      | Yusef Badaui · Egipto | Fabián Huaiquimán · Chile                                                                                           | Yuta Mori Japón Jessie Da Costa Francia |
| Kumite +84 kg (20.11)      | Goguita Arkania Georgia | Simone Marino · Italia                                                                                              | Anđelo Kvesić · Croacia · Asiman Qurbanlı · Azerbaiyán |
| Kumite por equipos (21.11) | Italia · Daniele De Vivo · Gianluca De Vivo · Ahmed El Sharaby · Luca Maresca · Simone Marino · Michele Martina · Lorenzo Pietromarchi | Serbia Slobodan Bitević Vladimir Brezančić Stefan Joksić Ljubiša Marić Ðorđe Salapura Ðorđe Tešanović Bogdan Trikoš | Kazajistán · Nurkanat Azhikanov · Igor Chijmarev · Abylai Toltai · Nurniyaz Yeldashov · Spandiyar Yerkebek · Daniyar Yuldashev · Beibarys Zhangbyr Azerbaiyán · Pənah Abdullayev · Tural Ağalarzadə · Rafael Ağayev · Tural Ələkbərlidən · Asiman Qurbanlı · Rafiz Hasanov · Turqut Həsənov |
| Kata individual (20.11)    | Ryo Kiyuna Japón | Damián Quintero · España                                                                                            | Mattia Busato · Italia · Ali Sofuoğlu · Turquía |
| Kata por equipos (21.11)   | Japón Koji Arimoto Kazumasa Moto Ryuji Moto                                                                                            | España · Sergio Galán López · Alejandro Manzana Díaz · Raúl Martín Romero                                           | Italia · Mattia Busato · Gianluca Gallo · Alessandro Iodice Turquía · Emre Vefa Göktaş · Enes Özdemir · Ali Sofuoğlu |

### Femenino
| Evento                     | Oro                                                                                   | Plata                                                                    | Bronce |
| -------------------------- | ------------------------------------------------------------------------------------- | ------------------------------------------------------------------------ | --- |
| Kumite –50 kg (20.11)      | Miho Miyahara Japón                                                                   | Shara Hubrich · Alemania                                                 | Kateryna Kryva · Ucrania · Yasmin Elguewili · Egipto |
| Kumite –55 kg (20.11)      | Ahlam Yusef · Egipto                                                                  | Trinity Allen Estados Unidos                                             | Ivet Goranova · Bulgaria · Anna Chernyshova · RKF |
| Kumite –61 kg (20.11)      | Jovana Preković Serbia                                                                | Anita Serohina · Ucrania                                                 | Lynn Snel · Países Bajos · Alexandra Grande · Perú |
| Kumite –68 kg (20.11)      | İrina Zaretska Azerbaiyán                                                             | Silvia Semeraro · Italia                                                 | Alizée Agier · Francia · Halyna Melnyk · Ucrania |
| Kumite +68 kg (20.11)      | María Torres García · España                                                          | Menna Shaaban Okila · Egipto                                             | Sofia Berultseva · Kazajistán · Lucija Lesjak · Croacia |
| Kumite por equipos (21.11) | Egipto · Feryal Abdelaziz · Sohila Abu Ismail · Yasmin Elhauary · Menna Shaaban Okila | Francia Alizée Agier Léa Avazeri Laura Sivert Jennifer Zameto            | Colombia · Wendy Mosquera · Geraldine Peña · Diana Ramírez Gutiérrez · Shanee Torres Italia · Lorena Busà · Clio Ferracuti · Alessandra Mangiacapra · Silvia Semeraro |
| Kata individual (20.11)    | Sandra Sánchez · España                                                               | Hikaru Ono Japón                                                         | Grace Lau · Hong Kong · Viviana Bottaro · Italia |
| Kata por equipos (21.11)   | Japón Saori Ishibashi Sae Taira Misaki Yabumoto                                       | España · María López Pintado · Lidia Rodríguez Encabo · Raquel Roy Rubio | Egipto · Noha Antar · Aya Hesham · Asmaa Mahmud Italia · Carola Casale · Terryana D'Onofrio · Michela Pezzetti                                                        |

## Medallero
| Núm. | País                | Oro | Plata | Bronce | Total |
| ---- | ------------------- | --- | ----- | ------ | ----- |
| 1    | Japón               | 4   | 1     | 2      | 7     |
| 2    | Egipto              | 3   | 2     | 3      | 8     |
| 3    | España              | 2   | 3     | 0      | 5     |
| 4    | Italia              | 1   | 3     | 5      | 9     |
| 5    | Francia             | 1   | 1     | 2      | 4     |
| 6    | Serbia              | 1   | 1     | 0      | 2     |
| 7    | Azerbaiyán          | 1   | 0     | 2      | 3     |
| 8    | Brasil              | 1   | 0     | 0      | 1     |
| 8    | Georgia             | 1   | 0     | 0      | 1     |
| 8    | Uzbekistán          | 1   | 0     | 0      | 1     |
| 11   | Ucrania             | 0   | 1     | 2      | 3     |
| 12   | Estados Unidos      | 0   | 1     | 1      | 2     |
| 13   | Alemania            | 0   | 1     | 0      | 1     |
| 13   | Chile               | 0   | 1     | 0      | 1     |
| 13   | Macedonia del Norte | 0   | 1     | 0      | 1     |
| 16   | Kazajistán          | 0   | 0     | 3      | 3     |
| 17   | Croacia             | 0   | 0     | 2      | 2     |
| 17   | RKF                 | 0   | 0     | 2      | 2     |
| 17   | Turquía             | 0   | 0     | 2      | 2     |
| 20   | Bulgaria            | 0   | 0     | 1      | 1     |
| 20   | Colombia            | 0   | 0     | 1      | 1     |
| 20   | Hong Kong           | 0   | 0     | 1      | 1     |
| 20   | Marruecos           | 0   | 0     | 1      | 1     |
| 20   | Países Bajos        | 0   | 0     | 1      | 1     |
| 20   | Perú                | 0   | 0     | 1      | 1     |
|      | TOTAL               | 16  | 16    | 32     | 64    |

1. 1 2 3  Debido a la decisión del TAS de diciembre de 2020 de suspender los entes deportivos rusos, el equipo de Rusia participó bajo la denominación «Russian Katare Federation» y las siglas RKF.